# Herbert M. Sobel
Herbert M. Sobel (ur. 26 stycznia 1912 w Chicago w stanie Illinois, zm. 30 września 1987 w Waukegan w stanie Illinois) – oficer United States Army, podpułkownik, uczestnik II wojny światowej i wojny koreańskiej.

## Życiorys

### Dzieciństwo i młodość
Urodził się 26 stycznia 1912 w Chicago w stanie Illinois, w rodzinie żydowskiej. Zanim ukończył Culver Military Academy w stanie Indiana był sprzedawcą odzieży. Absolwent University of Illinois.

### II wojna światowa
W czasie II wojny światowej zgłosił się na ochotnika jako spadochroniarz. Został powołany do służby w kompanii E 2. batalionu 506 Pułku Piechoty Spadochronowej 101 Dywizji Powietrznodesantowej. Po szkoleniu w Camp Toccoa w stanie Georgia został awansowany do stopnia porucznika, a następnie za zdolności trenerskie do stopnia kapitana.
Po okresie szkolenia w Wlk. Brytanii – tuż przed inwazją w Normandii – został zwolniony ze służby w kompanii E i mianowany komendantem szkoły spadochronowej w Chilton Foliat.
Krótko przed operacją Market Garden ponownie dołączył do 506 Pułku jako oficer logistyki.

### Okres powojenny
Po wojnie powrócił do Stanów Zjednoczonych i rozpoczął pracę jako księgowy. Został ponownie powołany do służby wojskowej podczas wojny koreańskiej. Po jej zakończeniu przeszedł na emeryturę w stopniu podpułkownika. Ożenił się i miał troje dzieci.
W 1970 roku strzelił sobie w głowę z broni małego kalibru. Kula przeszła przez lewą skroń, uszkadzając nerwy wzrokowe. Przez 17 lat mieszkał w domu opieki dla weteranów w Waukegan w stanie Illinois. 30 września 1987 zmarł z powodu niedożywienia.
W mini serialu Kompania Braci, emitowanym na kanale HBO, w jego postać wcielił się David Schwimmer.

## Odznaczenia
- Combat Infantry Badge
- Parachutist Badge
- Brązowa Gwiazda (Bronze Star)
- American Campaign Medal
- Medal za Kampanię Europejsko-Afrykańsko-Bliskowschodnią (European-African-Middle Eastern Campaign Medal)
- Medal Zwycięstwa II Wojny Światowej (World War II Victory Medal)
- Wojskowy Medal Okupacyjny (Army Occupation Medal)
- Armed Forces Reserve Medal
- Krzyż Wojenny (Croix de Guerre, Francja)